# Música de cambra

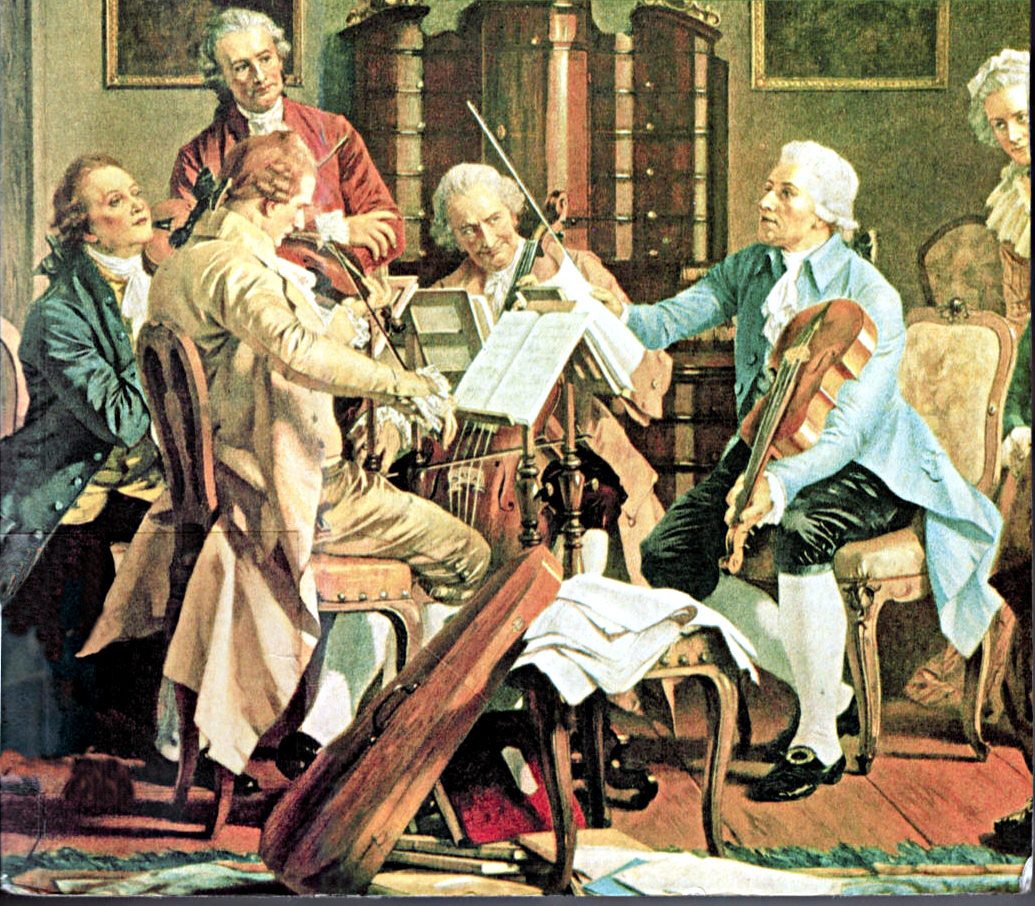
Haydn tocant en un quartet de corda

Una obra de música de cambra és una composició musical dedicada a un petit conjunt d'instruments en què cada part està pensada per ser interpretada per un sol instrumentista. Si algunes d'aquestes parts es dupliquen o tripliquen, sobretot en les cordes, parlem d'una orquestra de cambra.
Se li atribueix aquest nom, ja que abans es tocava a les cambres reials per l'entreteniment de prínceps i monarques. No inclou l'execució d'instruments sols. La paraula cambra implica que la música pot ser executada en una habitació, amb una atmosfera d'intimitat. En italià «da camera» significa "per a la cambra" i es diferenciava de la música «da chiesa» ("per a l'església").
El terme música de cambra suggereix una peça per a almenys dos instruments, i malgrat que teòricament no hi ha un límit màxim d'instruments, en la pràctica, són inusuals les obres de cambra per a més de sis instruments. Quan es treballa amb deu o més instruments, es considera una petita orquestra de cambra. L'orquestra de cambra és una orquestra petita i no té per què ser només una orquestra de corda, encara que sovint estigui formada només per instruments de corda.
Hi ha obres de cambra per a variades combinacions d'instruments. Sovint el quartet de corda es considera com la més important. Altres grups usuals de cambra són:
- el trio de corda
- el trio amb piano
- el quintet amb piano
- el quintet de corda.

Menys usuals són els grups de cambra amb instruments de vent de fusta o de metall. Alguns compositors han escrit obres per a grups mixtos de vent i corda, i d'altres han compost per a instruments de vent de fusta més la trompa. Els instruments de metall pràcticament no s'han utilitzat. Això es deu probablement que quan es va començar a compondre música de cambra, els instruments de la família del metall no tenien vàlvules, per la qual cosa només podien produir un nombre limitat de notes.

## Història
El terme es pot aplicar a execucions instrumentals, per la qual cosa els madrigals del període renaixentista del 1500 es poden considerar música de cambra. La forma barroca més destacada és el trio sonata.
En el període clàssic es van desenvolupar noves formes, sent la més important el quartet de corda. Aquestes obres s'escrivien generalment per a amateurs, i se suposava que no serien tocades en públic. Molts dels quartets de cordes de Haydn i Mozart, per exemple, eren per a ser executades com a diversió i en privat, per a un quartet de corda de què ells mateixos formaven part.
Un dels compositors responsable de portar la música de cambra a la sala de concerts va ser Beethoven. Com els seus predecessors, al principi va escriure música de cambra per a principiants, com ara el Septet de 1800, però els seus últims quartets de corda són obres molt complexes i d'una gran dificultat per als principiants. A més, en aquests treballs, Beethoven va arribar al límit de l'harmonia desenvolupada en el seu temps, cap al 1820, i es consideren els seus treballs més profunds.
Seguint l'exemple de Beethoven, en el període romàntic, molts compositors van escriure obres per a grups de cambra professionals.

## Execució
Molts músics clàssics gaudeixen en interpretar música de cambra. En la majoria dels casos, la música de cambra no requereix director, per la qual cosa cada executant té una gran llibertat artística. Encara que el repertori no és adequat per a principiants, hi ha peces que es troben dins del rang de capacitats tècniques i artístiques dels amateurs més seriosos.
- Duet o Duo: dos instruments. Habitualment s'empra el terme "duo" per indicar una peça en què les dues parts són d'importància equivalent. Les sonates per a violí, violoncel, flauta, etc., habitualment tenen una part per a piano com a acompanyament però no s'anomenen "duets". Els duets per a piano són composicions per a dos pianistes amb un piano, és a dir, a quatre mans.

- Trio: tres instruments. Els trios amb piano clàssics són peces per a piano, violí i violoncel. De vegades, els trios reben el nom d'un dels instruments, per exemple, el trio per a trompa de Johannes Brahms, és per a trompa, violí i piano, no per a tres trompes.
- Quartet: quatre instruments. El quartet de corda és la forma més habitual de la música de cambra. Si no s'especifica una altra cosa és per a dos violins, una viola i un violoncel.

- Quintet: cinc instruments. El quintet de corda pot ser per a dos violins, dues violes i un violoncel (ex. els Quintets de corda de Mozart), però també per a dos violins, una viola i dos violoncels (ex. el quintet de Schubert). Un quintet amb piano és un quartet de corda més piano (tot i que hi ha altres possibilitats, com ara, el quintet La Truita de Schubert, que és poc comú i escrit per a piano, violí, viola, violoncel i contrabaix). També trobem quintets per a quartet de corda i algun instrument de vent, com el quintet per a clarinet (un exemple seria el Quintet per a clarinet de Brahms)
- Sextet: sis instruments. Els sextets de corda són normalment de dos violins, dues violes i dos violoncels. El Sextet de Poulenc és per a piano i cinc instruments de vent.
- Septet: set instruments. No és gaire habitual i és possible qualsevol combinació d'instruments. Beethoven, Saint-Saëns i Ravel han compost septets per a diferents combinacions d'instruments.
- Octet: vuit instruments. L'octet de Schubert és per a clarinet, trompa, fagot, quartet de corda i contrabaix. L'octet de Mendelssohn és per a dos quartets de corda.
- Nonet: nou instruments. Molt poc habitual. Spohr va compondre un nonet per a violí, viola, violoncel, contrabaix, flauta, oboè, clarinet, fagot i trompa.

| Núm. de músics | Nom       | Grups de música comuns                            | Instrumentació                                                                                      | Comentaris |
| 2              | Duo       | Duo de pianos                                     | 2 piano                                                                                             | Sonata KV 448 de Mozart; Variacions sobre un tema d'Haydn, Op. 56b de Johannes Brahms; etc. Mentre que el piano a 4 mans pot ser una forma apta per a afeccionats, aquí s'exigeix tenir dos teclats, alguna cosa que només està a l'abast de músics professionals. |
| 2              | Duo       | Duo instrumental                                  | qualsevol instrument i piano                                                                        | es troba especialment com a sonates instrumentals (per exemple, sonates per a Vln, Vc, Vla, Cor, Fg, Cl, Fl). |
| 2              | Duet      | Duet de piano                                     | 1 piano a 4 mans                                                                                    | Mozart, Beethoven, Schubert, Brahms (peces originals i moltes transcripcions de les seves pròpies obres); durant molt de temps va ser la forma musical preferida per a executar música en família, amb un extensíssim repertori de tota mena de transcripcions d'altres gèneres (òperes, simfonies, concerts, etc.) |
| 2              | Duet      | Duet vocal                                        | veu, piano                                                                                          | usat comunament en les cançons o Lieder. |
| 2              | Duet      | Duet instrumental                                 | 2 instruments qualssevol, iguals o no                                                               | Duos de Mozart per a vn i va; duo de Beethoven per a va i vc; duos de Béla Bartók per a 2 vn. |
| 3              | trio      | Trio de cordes                                    | Vln, Vla, Vc                                                                                        | Un exemple molt important és el Divertimento KV 563 de Mozart; les obres de Beethoven es diuen Trios o Serenates. |
| 3              | trio      | trio de piano                                     | Vln, Vc, Pno                                                                                        | És un dels gèneres més importants de tota la música de cambra: Haydn, Mozart, Beethoven, Schumann, Brahms i molts altres. |
| 3              | trio      | Veu, viola i piano                                | sop, vla, pno                                                                                       | El Trio de William Bolcom Let Evening Come per a soprano, viola i piano, i de Brahms Zwei Gesänge für eine Altstimme mit Bratsche und Pianoforte, Op. 91, per a contralt, viola i piano |
| 3              | trio      | Clarinet, viola i piano                           | cl, vla, pno                                                                                        | El KV 498, de Mozart, altres obres de Robert Schumann i Max Bruch |
| 3              | trio      | Clarinet, chelo i piano                           | cl, vc, pno                                                                                         | El trio Op. 11 de Beethoven, així com la seva pròpia transcripció, Op. 38, del Septet, Op. 20; el trio Op. 114 de Brahms, i l'Op. 3 d'Alexander von Zemlinsky. |
| 3              | trio      | Veu, clarinet i piano                             | veu, cl, pno                                                                                        | Der Hirt auf dem Felsen de Franz Schubert, D965 i Schon lacht der holde Frühling, KV 580 de Wolfgang Amadeus Mozart |
| 3              | trio      | Flauta, Viola i Arpa                              | fl, vla, hrp                                                                                        | Obres famoses de Debussy i Arnold Bax |
| 3              | trio      | Clarinet, Violí, Piano                            | cl, vln, pno                                                                                        | Majorment és una invenció del segle xx , però augmenta en popularitat; a més de la suite de la Història del Soldat de Stravinski, hi ha composicions famoses de Bartók (Contrastos, que Bartók mateix va gravar amb Josef Szigety i Benny Goodman), Milhaud i Jachaturián. |
| 3              | trio      | Trio per a trompa                                 | cor, vl, pno                                                                                        | Obres del segle xix ; específicament el Trio en Mib Op. 40 de Brahms. |
| 3              | trio      | Soprano, trompa i piano                           | sop, cor, pno                                                                                       | Auf dem Strom de Franz Schubert. |
| 3              | trio      | Trio de canyes                                    | Ob, Cl, Fg                                                                                          | Compositors del segle xx i transcriciones d'obres més antigues, p. ex. els divertimentos de Mozart per a 3 corni di bassetto. |
| 4              | quartet   | quartet de cordes                                 | 2 Vln, Vla, Vc                                                                                      | és la forma més consagrada de la música de cambra; nombrosos exemples d'Haydn, el seu creador, i després de Mozart i Beethoven; Schubert, Schumann, Brahms, i moltíssims més |
| 4              | quartet   | quartet amb piano                                 | Vln, Vla, Vc, Pno                                                                                   | Aquí tot l'espectre sonor del piano està equilibrat pels tres instruments de corda. Exemples: els dos Quartets de Mozart, KV 478 i 493; els Quartets juvenils de Beethoven; el Quartet de Schumann, els Quartets de Brahms |
| 4              | quartet   | quartet amb piano                                 | Vln, Cl, Vc, Pno                                                                                    | és difícil de trobar; un exemple famós: Quatuor pour la fi du temps (‘Quartet per a la fi dels temps’, d'Olivier Messiaen; menys famós: Paul Hindemith (1938), Walter Rabl (Op. 1, de 1896). |
| 4              | quartet   | quartet per a instrument de vent i trio de cordes | Fl, Ob, Cl o Fg; Vln, Vla, Vc                                                                       | gènere molt popular, sobretot entre finalitats del segle xviii i principis del segle xix. Exemples de Mozart (4 per a fl, 1 per a Ob); de Devienne (per a Fg); de Krommer (varis per a Cl). El quartet amb Cl de Penderecki ha de ser considerat (segons el propi compositor) com un quartet de cordes on el 2n violí està reemplaçat per un clarinet |
| 5              | quintet   | quintet amb piano                                 | 2 Vln, Vla, Vc, Pno                                                                                 | Exemples importants són els de Schumann, Brahms, Bartók i Xostakóvitx |
| 5              | quintet   | quintet amb piano                                 | Vln, Vla, Vc, Cb, Pno                                                                               | Una instrumentació estranya, utilitzada per Franz Schubert en el seu quintet La Truita. |
| 5              | quintet   | quintet de vents                                  | Fl, Cl, Ob, Fg, Cor                                                                                 | És una creació del segle xix , sobretot de Antonín Reicha i de Franz Danzi. |
| 5              | quintet   | quintet de cordes                                 | 2 Vln, Vla, Vc (amb Vla o Vc addicional)                                                            | En Mozart, Beethoven, Brahms i Bruckner es troba la varietat amb 2a Vla; en Boccherini i Schubert, amb 2n violoncel; en altres casos s'agrega un cb |
| 5              | quintet   | quintet de metall                                 | 2 Trp, Cor, Trb, Tuba                                                                               | Creació del segle xx ; recorre moltíssim a transcripcions de tota mena d'obres de totes les èpoques |
| 5              | quintet   | quintet amb clarinet                              | Cl, 2 Vln, Vla, Vc                                                                                  | Importantíssims els de Mozart, KV 581, de Weber, Op. 34 i de Brahms, Op. 115. En el Quintet de Hindemith, el solista ha d'alternar entre un cl en Sib i un altre en Mib. Nombrosos exemples |
| 6              | sextet    | sextet de cordes                                  | 2 Vln, 2 Vla, 2 Vc                                                                                  | Sextets op. 18 i op. 36 de Brahms i la versió original de Verklärte Nacht, Op. 4 de Schoenberg |
| 6              | sextet    | sextet amb piano                                  | 2 Vln, Vla, Vc, Cb, Pno                                                                             | Hi ha un exemple de Mendelssohn |
| 6              | sextet    | sextet de vents                                   | 2 Ob, 2 Cor, 2 Fg o 2 Cl, 2 Cor, 2 Fg                                                               | Mozart va utilitzar la forma amb Ob en les seves composicions per a Salzburg i la segona per a la versió primitiva de la Serenata KV 375; Beethoven va utilitzar la forma amb Cl; hi ha abundants exemples entre ca. 1780 i 1820. |
| 6              | sextet    | piano i quintet de vents                          | Fl, Ob, Cl, Fg, Cor, Pno                                                                            | Sextet de Francis Poulenc. |
| 6              | sextet    |                                                   | Cl, 2 Vln, Vla, Vc, Pno                                                                             | Un exemple de l'Obertura dels Temes hebreus op. 34, de Serguei Prokófiev. |
| 7              | septimino | Septet per a Vents i Cordes                       | Cl, Cor, Fg, Vln, Vla, Vc, Cb                                                                       | popularitzat pel Septimino op. 20 de Beethoven, amb altres exemples com Berwald, etc. |
| 8              | octet     | Octet per a Vents i Cordes                        | Cl, Cor, Fg, 2 Vln, Vla, Vc, Cb                                                                     | popularitzat per l'Octet D. 803 de Schubert, inspirat pel Septet de Beethoven. |
| 8              | octet     | octet de cordes                                   | 4 Vln, 2 Vla, 2 Vc                                                                                  | popularitzat per l'Octet d'entenimentades op. 20, de Felix Mendelssohn. |
| 8              | octet     | quartet doble                                     | 4 Vln, 2 Vla, 2 Vc                                                                                  | dos quartets de cordes arreglats antifónicamente. L'Octet, Op. 291, de Milhaud està format per dos quartets (els números 14 i 15 de l'autor), que s'executen simultàniament. |
| 8              | octet     | octet de vents                                    | 2 Ob, 2 Cl, 2 Cor, 2 Fg (en la majoria dels casos); Fl, Cl, 2 Fg, 2 Trp, Trb, Trb baix (Stravinski) | Nombrosos exemples dels segles XVIII i XIX, època en què moltes òperes famoses van ser objecte de transcripció; a més de les obres originals, que van compondre, entre d'altres, Johann Sebastian Bach, Mozart (Serenates KV 375 i 388), Beethoven (Op. 103), Krommer i Shigeru Kan-no. L'octet de Stravinski, estrenat en 1923, es destaca per la seva estranyíssima instrumentació (ni les trompetes ni els trombons són habituals en la música de cambra). |